# Malea (gastrópode)
Malea (nomeadas, em inglês, grinning tuns -pl.; este termo, "tun", traduzido para o português, significando "tonel" e relacionando-se com o gênero Tonna, junto a "grinning", cujo significado é "sorrindo") é um gênero de moluscos gastrópodes marinhos predadores pertencente à família Tonnidae. Foi classificado por Achille Valenciennes, em 1832, ao denominar a espécie Malea latilabris; posteriormente descrita como sendo espécime de Malea ringens, classificada por William John Swainson no ano de 1822. Sua distribuição geográfica abrange os oceanos tropicais e subtropicais da Terra, em águas profundas.

## Descrição da concha
Compreende, em sua totalidade, caramujos ou búzios de conchas infladas, globosas ou ovais e um tanto frágeis, com espiral moderadamente baixa e podendo atingir até pouco mais de 25 centímetros de comprimento, com grande volta terminal e abertura ampla, além de apresentarem tonalidade geralmente castanha ou creme; cobertas com um relevo esculpido de chanfraduras, ou cordões, em espiral, mas não possuindo varizes. Columela sem pregas, mas podendo apresentar projeções dentiformes e com uma distinta escavação. Abertura com lábio externo espesso e fortemente dentado. Canal sifonal curto, resumindo-se a uma ondulação. Opérculo apenas na fase jovem. Protoconcha bastante grande.

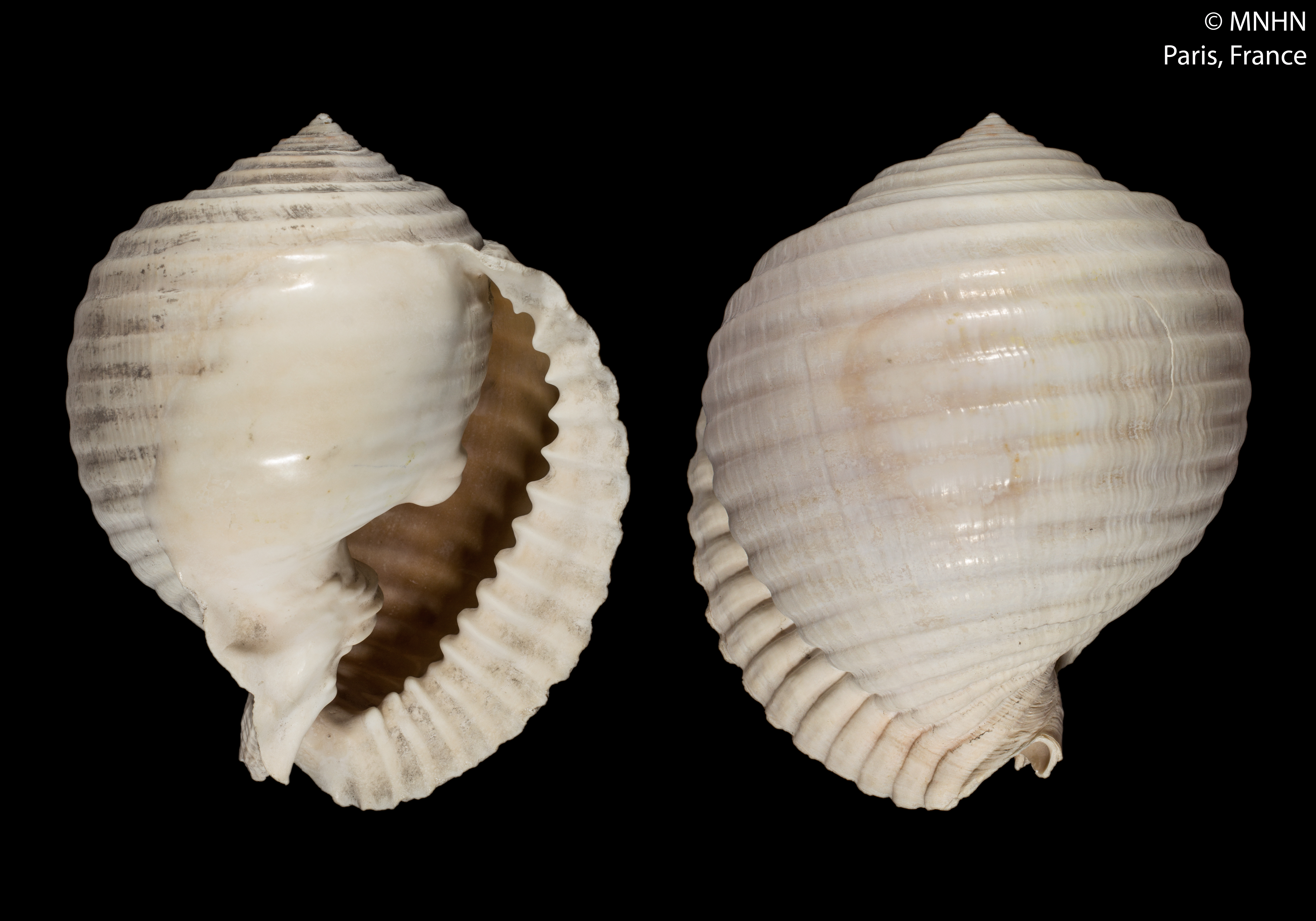
Duas vistas da concha do síntipo de Malea ringens (Swainson, 1822)[1], coletada em Acapulco, México; espécime da coleção do Museu Nacional de História Natural, Paris.

## Espécies deMalea, distribuição e denominação vernacular inglesa
De acordo com o World Register of Marine Species, incluindo sua sinonímia.
- Malea pomum (Linnaeus, 1758)[1]; Indo-Pacífico[2], Brasilː Fernando de Noronha, Atol das Rocas, Trindade[9] - Pacific grinning tun[2]

= Malea noronhensis Kempf & Matthews, 1969
= Malea pommum (Linnaeus, 1758) sic
- Malea ringens (Swainson, 1822)[1]; oeste do México ao Peru, Galápagos - grinning tun[2][10]

= Malea crassilabris Valenciennes, 1832
= Malea crassilabrum Valenciennes, 1832 sic
= Malea dentatum (Barnes, 1824)
= Malea latilabris Valenciennes, 1832